# Ann Petersen (Schauspielerin)
Ann Petersen (* 22. Juni 1927 in Wuustwezel, Belgien als Annie Peeters; † 11. Dezember 2003 in Opwijk, Belgien) war eine belgische Schauspielerin.

## Leben
Ann Petersen begann ihre Schauspielkarriere als Ensemblemitglied der Theatergruppe Kamertoneel. Sie war 30 Jahre lang regelmäßig auf der Bühne des Koninklijke Vlaamse Schouwburg zu sehen. Von 1960 bis zu ihrem Tod spielte sie in über 100 Film und Fernsehproduktionen mit. Bekannt wurde sie mit Benoît Lamys sozialkritischer Komödie Trautes Heim, in dem sie neben Claude Jade und Jacques Perrin die diktatorische Heimleiterin spielte. Später war sie in Ardenner Schinken, Kalmans Geheimnis und Der Kummer von Flandern zu sehen. Für ihre Darstellungen in Das Sakrament und Pauline und Paulette wurde sie jeweils als Beste Schauspielerin für den Joseph Plateauprijs nominiert, wobei sie für ersten ausgezeichnet wurde.

## Filmografie (Auswahl)
- 1973: Trautes Heim (Home Sweet Home)
- 1977: Ardenner Schinken (Jambon d'Ardenne)
- 1990: Das Sakrament (Het sacrament)
- 1994–1999: Samson en Gert
- 1995: Der Kummer von Flandern (Het verdriet van België)
- 1998: Kalmans Geheimnis (Left Luggage)
- 2001: Pauline und Paulette (Pauline & Paulette)